# スキアパレッリ (小惑星)
スキアパレッリ (4062 Schiaparelli) は、小惑星帯にある小惑星である。
ボローニャのサン・ヴィットーレ天文台 (Osservatorio San Vittore) で発見された。
火星の研究で有名なイタリアの天文学者、ジョヴァンニ・スキアパレッリ（Giovanni Virginio Schiaparelli、1835年 - 1910年）にちなみ命名された。